# Romano Garagnani
Romano Garagnani (né le 6 juin 1937 à  Castelfranco Emilia et mort le 30 janvier 1999 à Modène) est un tireur sportif italien. 
Il est médaillé d'argent en skeet aux Jeux olympiques d'été de 1968 à Mexico,.